# Epilimnion
Epilimnion – warstwa górna wody w jeziorze.
W okresie letnim jest to warstwa o miąższości od kilku do kilkunastu metrów nagrzanej wody, której temperatura obniża się stopniowo wraz z głębokością. Odbywa się tu główny proces produkcji materii organicznej z substancji mineralnych przy współudziale promieni słonecznych. Producentami materii organicznej są glony. Tylko epilimnion ma zdolność przechwytywania i przerobu napływających z zewnątrz i z pozostałych części zbiornika substancji pokarmowych w materię organiczną. Ze strefy tej ma miejsce eksport (przemieszczanie się) materii organicznej do dolnych warstw wody. Natomiast w okresie zimowym, ze względu na zmianę gęstości wody (powstaje lód), jest to najzimniejsza część zbiornika. 
Epilimnion jest nasycony lub przesycony tlenem, ponieważ odbywają się tu procesy fotosyntezy i nie zachodzą w nim zjawiska beztlenowego rozkładu materii organicznej.